# Rückenkratzer

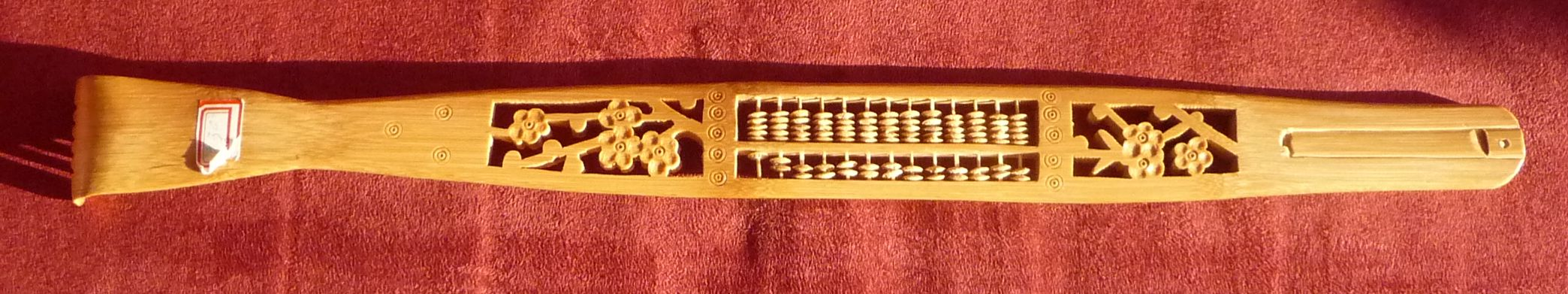
Hölzerner Rückenkratzer

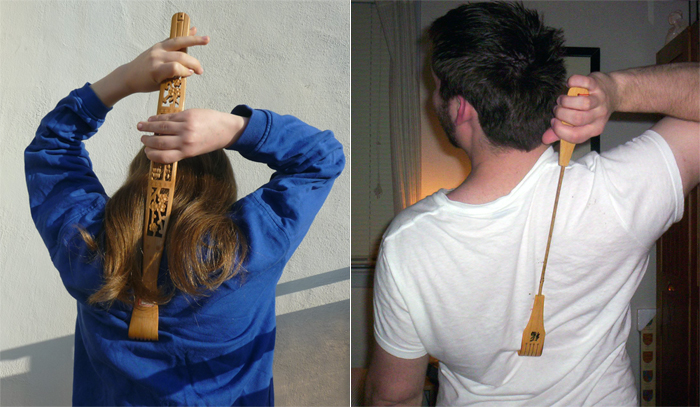
Hölzerner Rückenkratzer in Verwendung; linkes Bild: Kratzen im Bereich der Acnestis

Der Rückenkratzer ist ein Stab, der in eine zum nachhaltigen Kratzen geeignete (also nicht scharfe), verschiedenartig ausgestaltete Kante ausläuft, oft gestaltet in Form einer stilisierten kratzenden Hand. Er erleichtert Menschen bei Juckreiz das Kratzen insbesondere an solchen Körperstellen, die mit den Fingern nur schwer erreichbar sind, hauptsächlich also im Bereich der Wirbelsäule von der oben liegenden Acnestis bis hinunter zum Steißbein. 
Der Rückenkratzer (Rückenschaber, Buckelkratzer) ist nicht zu verwechseln mit einer langstieligen Rückenbürste (Frottierbürste) zum Reinigen des Rückens.

## Verwendung bei Juckreiz
Im flohreichen 18. Jahrhundert war das Hilfsmittel im höfischen Adel (vor allem für Damen) verbreitet und entsprechend schmuck ausgestaltet. Es wurde dann im 19. Jahrhundert vom Bürgertum übernommen. Juckreiz kann jederzeit außer durch Parasitenbefall auch durch andere Ursachen ausgelöst und dann mit einem Rückenkratzer zumindest vorübergehend gestillt werden. Rückenkratzer werden aus nur mäßig harten Materialien hergestellt, meist aus Holz, aber auch aus Kunststoff oder Metall, und immer mit abgerundeten Kanten, um Verletzungen zu vermeiden. 
Für Nutztiere und Haustiere gibt es ähnliche Vorrichtungen, zum Beispiel Scheuerbäume.
In China hat sich aus dem Rückenkratzer das eher als dekorativer Talisman dienende Ruyi-Zepter entwickelt.